# Швець Ігор Богданович
І́гор Богда́нович Шве́ць (нар. 14 березня 1985, Бережани) — український футболіст, нападник «Ниви» (Тернопіль).

## Біографія
Вихованець тернопільського футболу, закінчив ДЮСШ Тернопіль. Розпочав професійні виступи у «Тернополі», що виступав у другій лізі і був фарм-клубом «Нива», але майже відразу влітку 2002 року клуб було розформовано, і Швець покинув команду.
З 2003 року виступав за «Борисфен», якому в сезоні 2002/2003 допоміг зайняти друге місце в першій лізі і вперше в історії вийти до Вищої ліги. В елітному дивізіоні Швець дебютував 19 червня 2004 року в виграному матчі проти «Дніпра» (1:0), проте це був його єдиний матч в тому сезоні за головну команду в чемпіонаті, а весь інший час Швець грав за друголіговий дубль та «Борекс-Борисфен».
З наступного сезону Швець став підпускатись до ігор основної команди, проте команда зайняла останнє місце і вилетіла з Вищої ліги. Проте, вже через півроку, на початку 2006 року, Швець повернувся у Вищу лігу, підписавши контракт з «Ворсклою». В її складі він забив дебютний гол в Вищій лізі — 5 листопада 2006 року у ворота «Металіста», проте за два роки Швець так і не став її основним форвардом, зігравши за цей час лише 17 матчів в Вищій лізі.
З початку 2008 року і до кінця сезону виступав за першолігову першолігову «Десну», після чого перейшов в «Олександрію», що виступала в тому ж дивізіоні, але в її складі не заграв.
Протягом сезону 2009/2010 виступав за першоліговий «Енергетик», а в наступному за першоліговий «Арсенал» (Біла Церква).
На початку 2012 року підписав контракт з друголіговою «Полтава», якій в тому ж сезоні допоміг вийти вперше в історії до першої ліги, після чого перейшов у першолігову «Зірку».
Проте, ще в те ж міжсезоння, зігравши лише два матчі за кіровоградський клуб, встиг перейти до друголігової «Ниви» (Тернопіль).